# Byron Wolford
Byron Wolford (Tyler, 14 september 1930 - 13 mei 2003) was een Amerikaans pokerspeler. Hij won onder meer het $5.000 Limit Hold'em-toernooi van de World Series of Poker 1991 en het $10.000 Deuce to Seven Lowball-toernooi van Amarillo Slim's Superbowl Of Poker 1979. Hij eindigde op drie andere toernooien van de World Series of Poker (WSOP) als nummer twee.
Wolford won in totaal $1.012.500,- in pokertoernooien (cashgames niet meegerekend). Hij was een meervoudig winnaar van verschillende officiële rodeo-disciplines en -kampioenschappen en luisterde daarom ook naar de bijnaam Cowboy Wolford. Hij is de auteur van het boek Cowboys, Gamblers & Hustlers: The True Adventures of a Rodeo Champion & Poker Legend.

## Wapenfeiten
Wolford was actief als pokerspeler van 1979 tot en met 2003. Op de World Series of Poker 1979 speelde hij zich voor het eerste in het geld door tweede te worden in het $10.000 No Limit Deuce to Seven Draw-toernooi, achter Bobby Baldwin. Dat was het eerste van drie WSOP-toernooien waarin hij nét de titel misliep en het eerste van negen WSOP-toernooien waarop hij tot en met de editie van 2000 prijzengeld verdiende. Wolford werd ook tweede in het Main Event van de World Series of Poker 1984 (achter Jack Keller) en in het 1.500 No Limit Hold'em-toernooi van de World Series of Poker 1995 achter zijn landgenoot Richard Klamian. Ook eindigde hij twee keer als nummer drie.

## WSOP-titel
| Jaar                       | Toernooi             | Prijs      |
| -------------------------- | -------------------- | ---------- |
| World Series of Poker 1991 | $5.000 Limit Hold'em | $210.000,- |